# 19 de noviembre
El 19 de noviembre es el 323º (tricentésimo vigesimotercer) día del año en el calendario gregoriano y el 324º en los años bisiestos. 

## Acontecimientos
- 461: Libio Severo (420-465) es declarado emperador del Imperio romano de Occidente. El verdadero poder está en manos del magister militum Ricimero (405-472).
- 636: El Califato Rashidún derrota al Imperio Sasánida en la batalla de al-Qadisiyya en Irak.
- 880 (14/10/4 del año Gangyo): en Hagiwara (zona este de la prefectura de Shimane, Japón) se registra un terremoto de magnitud 7.
- 936: En Córdoba (España), Abd al-Rahman III inicia la construcción de la Medina Azahara.
- 1095: En Francia comienza el Concilio de Clermont, convocado por el papa Urbano II para discutir si se enviará la Primera Cruzada a Tierra Santa (Palestina).
- 1177 (27/10 del primer año de Jisho): En la Prefectura de Nara (Japón) a las 2:00 (hora local) se registra un terremoto de magnitud 6,3 de la escala sismológica de Richter.
- 1404: En los Países Bajos ocurre la primera inundación del día de santa Isabel, especialmente catastrófica en Flandes, Holanda y Zelanda (regiones que se habían inundado gravemente 29 años antes, el 8 de octubre de 1375).

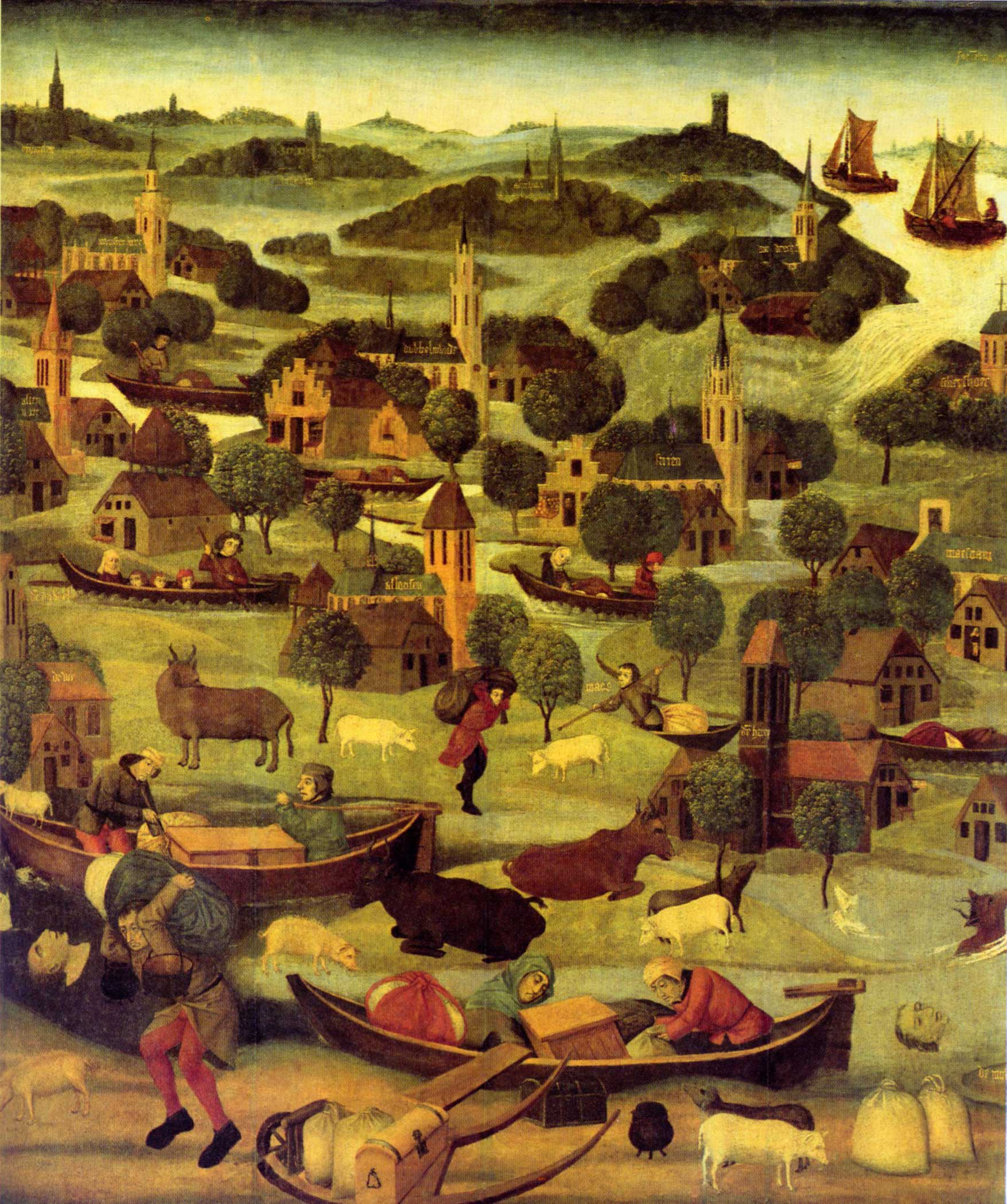
Óleo (circa 1490-1495) de la Segunda inundación del Día de Santa Isabel (18 y 19 de noviembre de 1421), de 1275 × 1105 mm, sobre el panel de un altar, que muestra la rotura del dique en Wieldrecht.

- 1421: En los Países Bajos, entre la noche del 18 y la madrugada del 19, una torrencial tormenta rompe un dique en Wieldrecht. Unas 72 aldeas son tragadas por las aguas y mueren entre 2000 y 10 000 personas. Toda Holanda y Zelanda quedan bajo el agua (segunda inundación del día de santa Isabel).
- 1423: Alfonso V de Aragón regresa a Cataluña tras la sublevación de Nápoles, saqueando Marsella en el viaje de vuelta.
- 1493: Cristóbal Colón ―en su segundo viaje― en el mar Caribe, desembarca en una isla que avistó el día anterior. La bautizó San Juan Bautista, que, posteriormente, será llamada Puerto Rico.
- 1499: En Mesina (Italia) se registra un terremoto de magnitud 4,6 de la escala sismológica de Richter.
- 1523: En Transilvania (Rumanía) se registra un terremoto de magnitud 5,3 de la escala sismológica de Richter y una intensidad X, con epicentro casi en la superficie.
- 1542: En Gansu (China) se registra un terremoto de magnitud 5,5 de la escala sismológica de Richter, e intensidad VII.
- 1564: Miguel López de Legazpi sale de Nueva España al mando de una expedición para conquistar y colonizar las Filipinas.
- 1755: En Mequinez (Fez, Marruecos) se registra un terremoto con una intensidad de X, que deja un saldo de 3000 muertos.
- 1794: Estados Unidos y el Imperio británico firman el Tratado Jay, que intenta resolver algunos de los problemas dejados por la Guerra de independencia estadounidense.
- 1802: Llegan a la Honduras británica (actual Belice) los primeros miembros de la etnia garífuna.
- 1803: En Haití termina el dominio francés, al entrar las tropas haitianas del general Jacques Dessalines en Cap Francais.
- 1808: Se firma la Convención de Olkijoki donde el ejército sueco fue obligado a abandonar Finlandia. La guerra terminó oficialmente el 17 de septiembre de 1809 mediante la firma del Tratado de Fredrikshamn.
- 1809: en la batalla de Ocaña los franceses derrotan a los españoles.
- 1810: en España, las Cortes de Cádiz aprueban el tratado de alianza con Inglaterra del 14 de enero de 1809.
- 1816: en Polonia se funda la Universidad de Varsovia.
- 1819: en Madrid se inaugura el Museo del Prado, bajo la dirección del José Gabriel de Silva-Bazán y Waldstein, marqués de Santa Cruz.
- 1829: en Shandong y Yidu (China) a las 2:00 (hora local) se registra un terremoto de magnitud 6,3 en la escala sismológica de Richter y una intensidad VIII, que deja un saldo de 117 muertos.
- 1837: en Cuba se inaugura el primer ferrocarril de Iberoamérica, entre La Habana y Bejucal.
- 1847: en Canadá se inaugura la segunda línea férrea de ese país, entre Montreal y Lachine.
- 1850: en Madrid se inaugura el Teatro Real.
- 1854: en San Fernando (Cádiz) tiene lugar la bendición de la Iglesia-Panteón de Marinos Ilustres.
- 1859: comienza la guerra de África entre España y Marruecos.

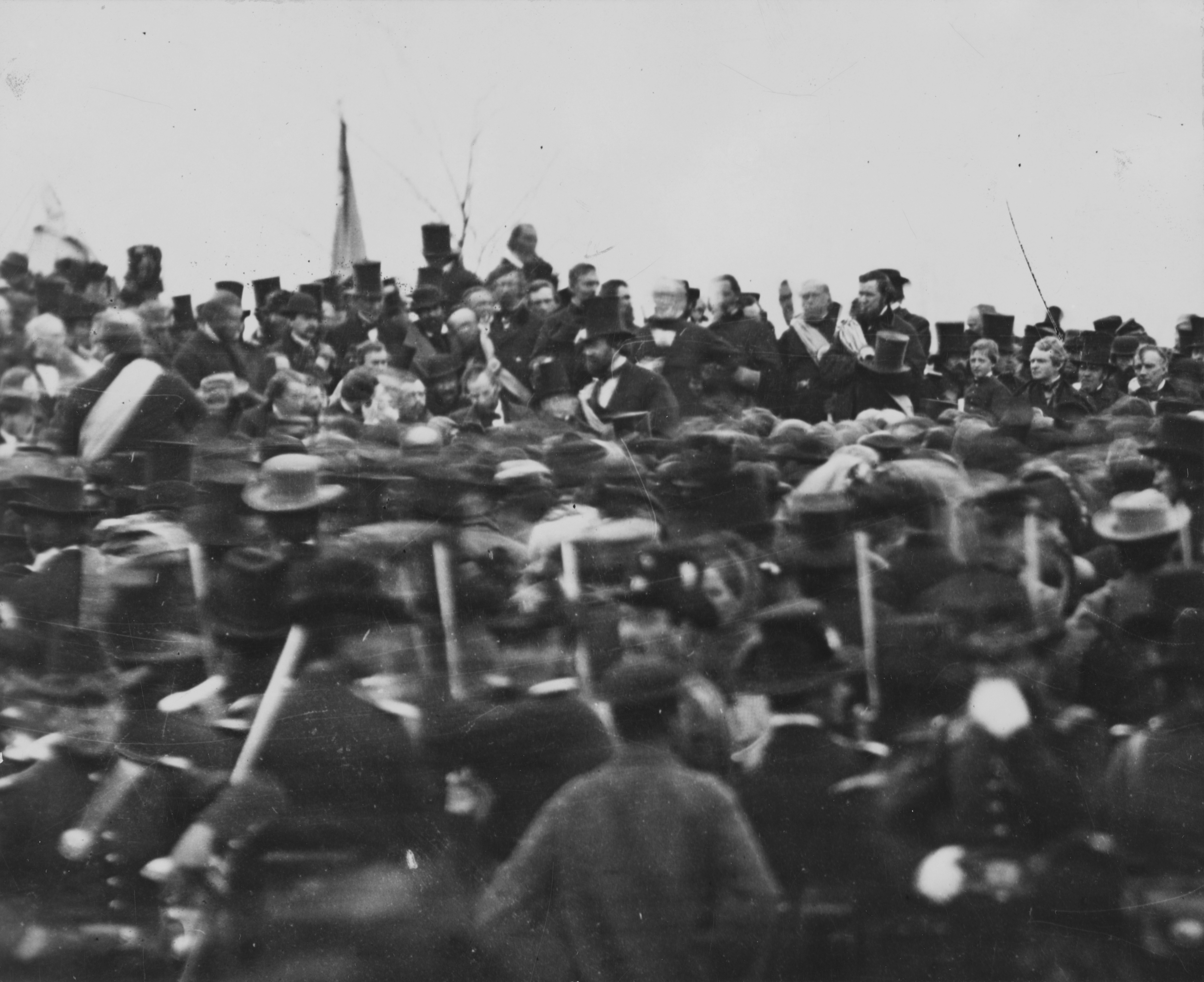
Abraham Lincoln antes de dar su discurso de Gettysburg. Esta es una de las tres fotografías conocidas del presidente estadounidense.

- 1863: en Gettysburg (Pensilvania) ―en el marco de la guerra civil estadounidense, el presidente Abraham Lincoln pronuncia su Discurso de Gettysburg, en la ceremonia de inauguración del cementerio de esa ciudad.
- 1875: en Cataluña, el general Arsenio Martínez-Campos acaba con últimos focos de resistencia carlista.
- 1879: en Madrid, Alfonso XII contrae segundas nupcias con la aristócrata austriaca María Cristina de Habsburgo-Lorena.
- 1880: en Ecuador se crea la provincia del Carchi.
- 1881: cerca de la aldea de Grossliebenthal, al sudoeste de Odesa (Ucrania), cae un meteorito.
- 1882: en Argentina, Dardo Rocha funda la ciudad de La Plata.
- 1885: en el marco de la Guerra serbo-búlgara, los búlgaros vencen la batalla de Slivnitsa, lo que fortalece la unificación entre el reino de Bulgaria y Rumelia Oriental.
- 1905: en Berlín se inaugura el primer servicio público de autobuses.
- 1906: en Montevideo es realizado el viaje inaugural del servicio público de tranvías eléctricos, dando inicio al sistema de transporte eléctrico en la capital uruguaya (este culminaría en 1992 con los trolleys).
- 1909: en el campo militar de Châlons (Francia) el aviador Hubert Latham consigue la plusmarca de altura al volar a 410 metros.
- 1911: en los Dunbar Sands (bancos de arena frente a Cornualles) se hunden dos barcos, el Island Maid y el Angele. Mueren las tripulaciones completas.
- 1912: en la actual Macedonia del Norte ―en el marco de la primera guerra de los Balcanes― el ejército serbio captura la ciudad de Bitola en la batalla de Monastir. Así terminan cinco siglos de reinado del Imperio otomano en el país.
- 1916: Samuel Goldwyn y Edgar Selwyn establecen la empresa cinematográfica Goldwyn Pictures.
- 1931: Adolf Windaus hace público que ha sido posible la fabricación de la vitamina D1 en forma de cristales puros.
- 1933: en España se celebra por primera vez el sufragio universal en las Elecciones Generales y las mujeres españolas tienen por primera vez el derecho a votar. Ganan las elecciones los partidos de derechas.
- 1936: en España, Buenaventura Durruti es herido de gravedad por una bala en el pecho. Fallecerá al día siguiente.
- 1937: en España, el gobierno del bando sublevado decreta la creación del Consejo Nacional del Movimiento.
- 1942: en la batalla de Stalingrado ―durante la Segunda Guerra Mundial― las fuerzas soviéticas del general Gueorgui Zhúkov comienzan la ofensiva rusa en el Volga.
- 1942: en la actual Uganda, Mutesa II es coronado como 35.º y último kabaka (rey) de Buganda.
- 1943: en Lemberg (Lviv), en el oeste de Ucrania ―en el marco del Holocausto nazi―, los nazis liquidan el campo de concentración de Janowska, asesinando al menos a 6000 hombres, mujeres y niños judíos, después de un fallido levantamiento e intento de escape en masa.
- 1944: en los Estados Unidos ―en el marco de la Segunda Guerra Mundial (1939-1945)―, el presidente Franklin D. Roosevelt anuncia el sexto préstamo bélico, que consiguió vender 14 000 millones de dólares estadounidenses en bonos de guerra para ayudar a pagar el esfuerzo bélico.
- 1945: en Francia, Charles De Gaulle es reelegido presidente de la República.
- 1946: Afganistán, Islandia y Suecia se unen a las Naciones Unidas.
- 1950: el general estadounidense Dwight D. Eisenhower se convierte en el Comandante Supremo de la Otán-Europa.
- 1951: en la superficie del sitio de pruebas nucleares de Nevada, Estados Unidos hace detonar la bomba atómica Sugar, de 1,2 kilotones. Es la penúltima de la Operación Buster-Jangle, que durante un mes expuso de manera no voluntaria a unos 6500 soldados de infantería a siete explosiones atómicas con propósitos de entrenamiento.
- 1952: en Grecia, el mariscal de campo Alexander Papagos se convierte en el 152.º primer ministro de Grecia.
- 1954: en Mónaco se inaugura Télé Monte Carlo, el canal privado de televisión más antiguo de Europa.
- 1955: se publica el primer número de la revista National Review.
- 1959: en los Estados Unidos, la empresa automotriz Ford Motor Company anuncia que descontinuará el impopular Edsel.
- 1967: en Hong Kong se inaugura TVB, el primer canal comercial de televisión inalámbrica.
- 1969: en la Luna, los astronautas del Apolo 12 Pete Conrad y Alan Bean aterrizan en el Oceanus Procellarum (Océano de las Tormentas) y se convierten en el tercer y cuarto humano en caminar por la Luna.
- 1969: en el estadio Maracaná de Río de Janeiro (Brasil), Pelé marca su milésimo gol.
- 1972: en Argentina se produce el célebre abrazo entre el expresidente Juan Domingo Perón y su otrora acérrimo rival político Ricardo Balbín.
- 1976: en la ciudad de San Nicolás de los Arroyos (Argentina) ―en el marco de la dictadura cívico-militar argentina (1976-1983)―, fuerzas conjuntas del Ejército, la Policía federal y la policía bonaerense asesinan en su casa de calle Juan B. Justo n.º 676 a Omar Darío Amestoy y María del Carmen Fettolini, junto con sus dos hijos, Fernando (3) y María Eugenia Amestoy (5) y a Ana María del Carmen Granada (Masacre de San Nicolás).
- 1977: en las islas Madeira se estrella el vuelo 425 de la empresa TAP Portugal; mueren 131 personas.
- 1979: en Irán, el líder musulmán ayatolá Ruhollah Jomeini ordena la liberación de 13 rehenes mujeres afroestadounidenses retenidas en la embajada de Estados Unidos en Teherán.
- 1982: en Nueva Delhi (India) comienzan los IX Juegos Asiáticos.
- 1983: las fuerzas armadas iraníes emprenden una ofensiva contra el Kurdistán iraquí.
- 1984: en la localidad de San Juan Ixhuatepec (Estado de México) una serie de explosiones en las instalaciones de Petróleos Mexicanos deja alrededor de 500 y 600 muertos carbonizados y varios miles de heridos, al igual que la evacuación de unas 200 000 personas del norte del valle de México.
- 1984: en Fabero (León) la explosión de una balsa de grisú acaba con la vida de 8 mineros en la explotación de Combustibles del Río.
- 1985: en Ginebra (Suiza) se reúnen Mijaíl Gorbachov (jefe de Gobierno soviético) y Ronald Reagan (presidente de Estados Unidos) para reiniciar las negociaciones sobre el desarme nuclear.
- 1985: en los Estados Unidos, la empresa petrolera Pennzoil gana un juicio de 10 530 millones de dólares estadounidenses contra la empresa Texaco. Se trata del veredicto civil más grande de la historia de ese país.
- 1988: el representante comunista y futuro presidente yugoslavo Slobodan Milošević declara públicamente que Serbia se encuentra bajo el ataque separatistas albanos en Kosovo.
- 1990: la OTAN y el Pacto de Varsovia firman la paz.
- 1991: el cantante mexicano Luis Miguel, lanza al mercado su octavo álbum de estudio y primer álbum grabado en boleros titulado Romance.
- 1992: el presidente ruso Borís Yeltsin anuncia en Seúl la decisión de Rusia de paralizar la fabricación de submarinos nucleares.
- 1994: comienzan los V Juegos Suramericanos Valencia 1994
- 1996: el cantante español Julio Iglesias, lanza al mercado su nuevo álbum, titulado Tango.
- 1997: en Colombia se inaugura el Viaducto César Gaviria Trujillo, que conecta Pereira con Dosquebradas.
- 1997: en Japón finalizó la Serie Dragon Ball GT un Spin-Off de las Series Dragon Ball y Dragon Ball Z creada por Toei Animation.
- 1998: el cuadro de Vincent van Gogh Portrait de l'artistae sans barbe (‘retrato del artista sin barba’) se vende en una subasta por 71.5 millones de dólares estadounidenses.
- 1999: China lanza su primera nave espacial, Shenzhou.
- 2002: en las costas de Galicia (España) hundimiento del buque petrolero Prestige que se inició el 13 de noviembre.
- 2002: El supergrupo estadounidense de rock alternativo Audioslave, lanza al mercado su álbum debut homónimo de estudio, titulado Audioslave.
- 2002: La cantante puertorriqueña Olga Tañón, lanza al mercado su octavo álbum de estudio titulado Sobrevivir.
- 2002: El cantautor guatemalteco Ricardo Arjona, lanza al mercado su noveno álbum de estudio titulado Santo pecado.
- 2004: Microsoft en asociación con Bungie lanza el videojuego Halo 2.
- 2006: Nintendo lanza la consola Wii, la sucesora de Nintendo GameCube, que compitió contra videoconsolas como PlayStation 3 de Sony y Xbox 360 de Microsoft.
- 2007: en España, la cantante Amaia Montero anuncia su retirada del grupo de pop español La Oreja de Van Gogh.
- 2010: es publicada la banda sonora Burlesque: Original Motion Picture Soundtrack de Christina Aguilera.
- 2012: la Corte Internacional de Justicia de La Haya da a conocer su fallo sobre el litigio territorial entre Colombia y Nicaragua.
- 2013: en la ciudad de Beirut (Líbano), dos suicidas musulmanes hacen explotar sendas bombas en la embajada iraní; mueren 23 personas y quedan heridas otras 160.
- 2017: en Chile se realizan elecciones presidenciales, que gana Sebastián Piñera.
- 2020: Sale a la venta la PS5.
- 2023: Segunda vuelta de las elecciones presidenciales en Argentina. Javier Milei gana las elecciones.

## Nacimientos
- 1600: Carlos I, rey de Inglaterra, Escocia e Irlanda (f. 1649).
- 1617: Eustache Le Sueur, pintor y educador francés (f. 1655).

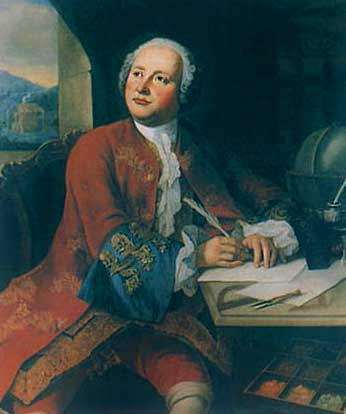
Mijaíl Lomonósov.

- 1711: Mijaíl Lomonósov, físico, químico, astrónomo, geógrafo y escritor ruso (f. 1765).
- 1722: Leopold Auenbrugger, médico austriaco (f. 1809).
- 1752: George Rogers Clark, general estadounidense (f. 1818).
- 1754: Pedro Romero, torero español (f. 1839).
- 1770: Bertel Thorvaldsen, escultor danés (f. 1844).
- 1775: Johann Karl Wilhelm Illiger, entomólogo alemán (f. 1813).
- 1799: René Caillié, explorador francés (f. 1838).
- 1805: Ferdinand de Lesseps, ingeniero y diplomático francés, que hizo construir el canal de Suez (f. 1894).
- 1809: Ramón Pellico, ingeniero de minas español (f. 1876).

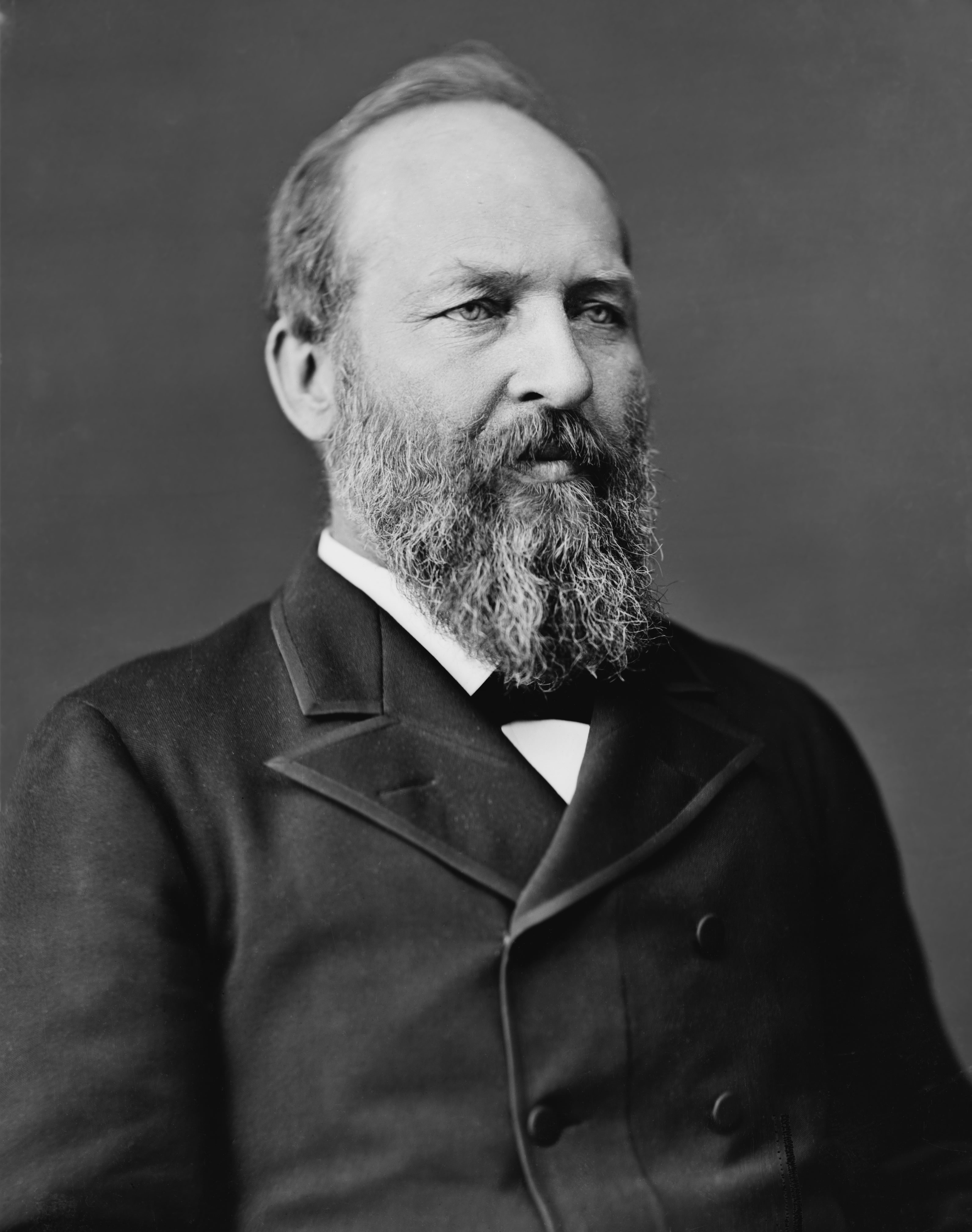
James A. Garfield.

- 1831: James A. Garfield, político estadounidense, presidente de los Estados Unidos en 1881 (f. 1881).
- 1831: José Evaristo Uriburu, político argentino, presidente de Argentina entre 1895 y 1898 (f. 1914).
- 1833: Wilhelm Dilthey, filósofo, psicólogo e historiador alemán (f. 1911).
- 1834: Georg Hermann Quincke, físico y académico alemán (f. 1924).
- 1843: Richard Avenarius, filósofo y académico alemán-suizo (f. 1896).
- 1851: Gonzalo Bulnes, político chileno (f. 1936).
- 1859: Mijaíl Ippolitov-Ivanov, compositor, director de orquesta y educador ruso (f. 1935).
- 1867: Ángel Gallardo, ingeniero y político argentino (f. 1934).
- 1875: Mijaíl Kalinin, político soviético (f. 1946).

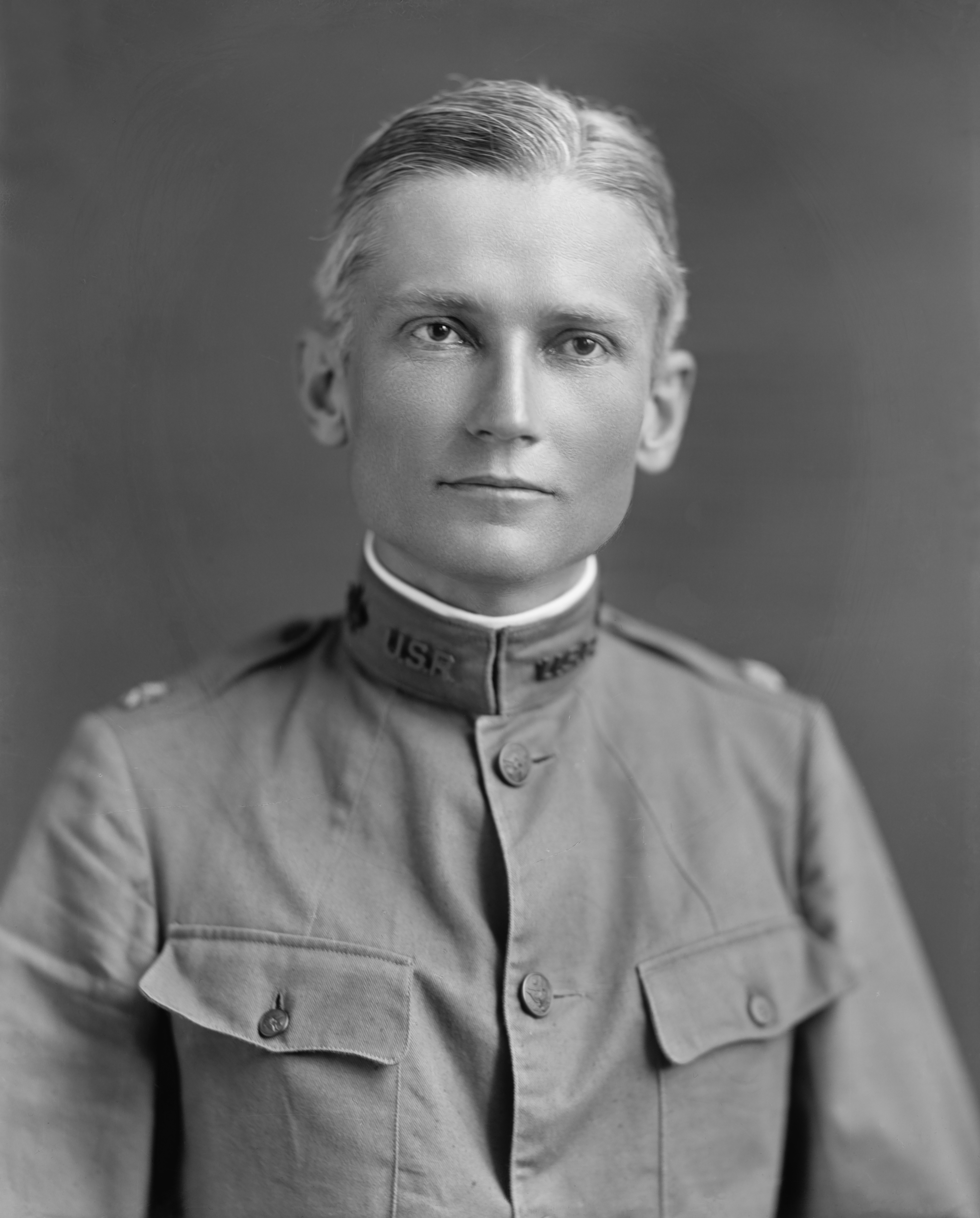
Hiram Bingham.

- 1875: Hiram Bingham III, explorador y político estadounidense (f. 1956).
- 1887: James B. Sumner, químico estadounidense, premio nobel de química en 1946 (f. 1955).
- 1888: José Raúl Capablanca, ajedrecista cubano, campeón mundial 1921-1927 (f. 1942).
- 1889: Clifton Webb, actor, cantante y bailarín estadounidense (f. 1966).
- 1890: Ernesto Zertuche, militar, ingeniero, escritor e historiador mexicano (f. 1987).
- 1894: Américo Tomás, político portugués, presidente de Portugal entre 1958 y 1974 (f. 1987).
- 1895: Louise Dahl-Wolfe, fotógrafa estadounidense (f. 1989).
- 1900: Anna Seghers, escritora y política alemana (f. 1983).
- 1900: Aleksandr Nóvikov, militar soviético (f. 1976).
- 1904: Nathan Freudenthal Leopold, Jr., asesino estadounidense (f. 1971).
- 1905: Tommy Dorsey, trombonista, director de big band y compositor estadounidense de jazz (f. 1956).
- 1906: Franz Schädle, oficial alemán nazi de las SS (f. 1945).
- 1908: Jean Yves Daniel-Lesur, compositor y organista francés (f. 2002).
- 1908: Alfredo Pareja Diez-Canseco, escritor e historiador ecuatoriano (f. 1993).

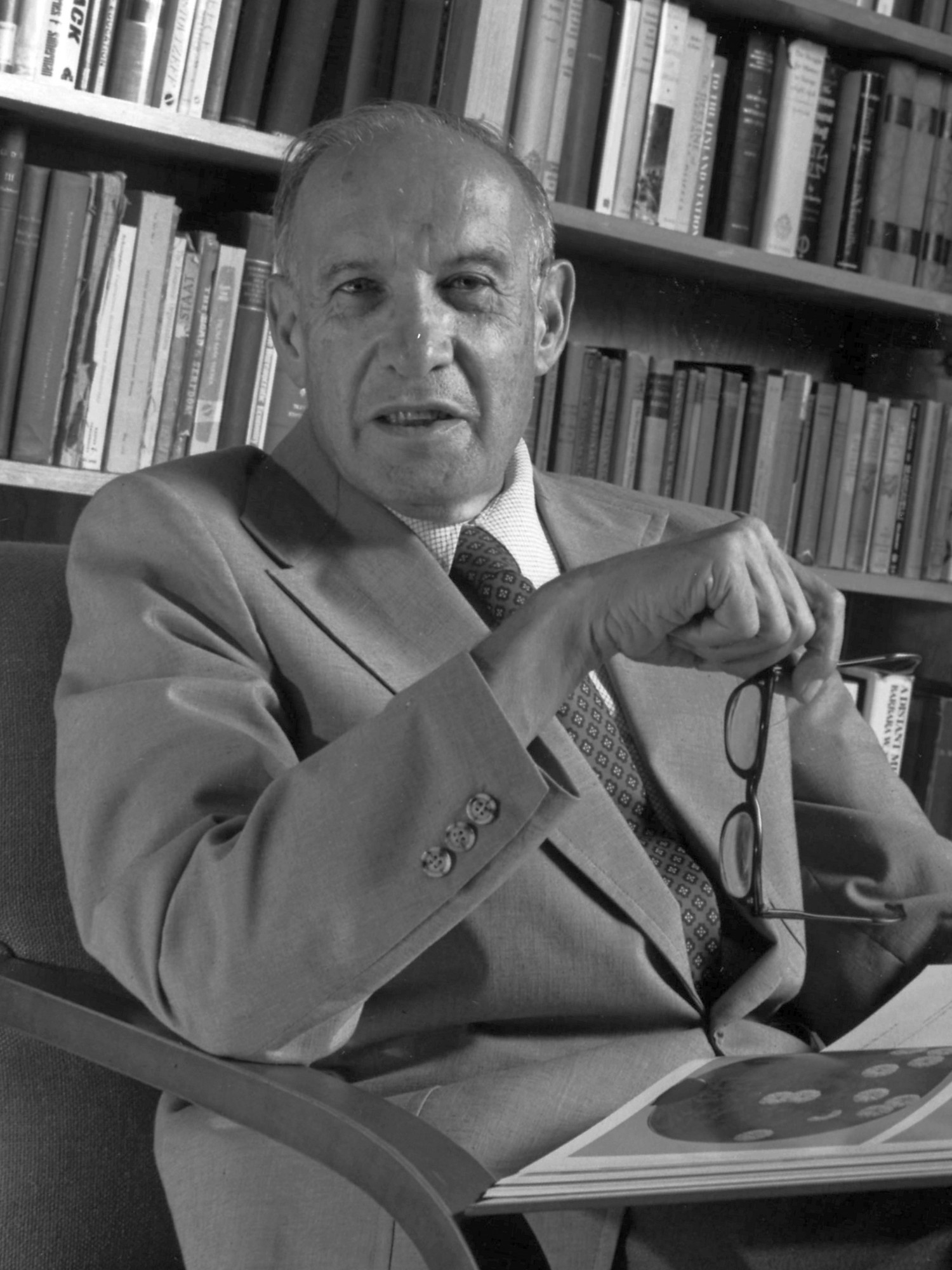
Peter Drucker.

- 1909: Peter Drucker, teórico y escritor austríaco (f. 2005).
- 1909: Carlos López Moctezuma, actor mexicano (f. 1980).
- 1912: George Palade, biólogo rumano-estadounidense, premio nobel de fisiología y medicina en 1974 (f. 2008).
- 1913: Ataúlfo Argenta, director de orquesta y pianista español (f. 1958).

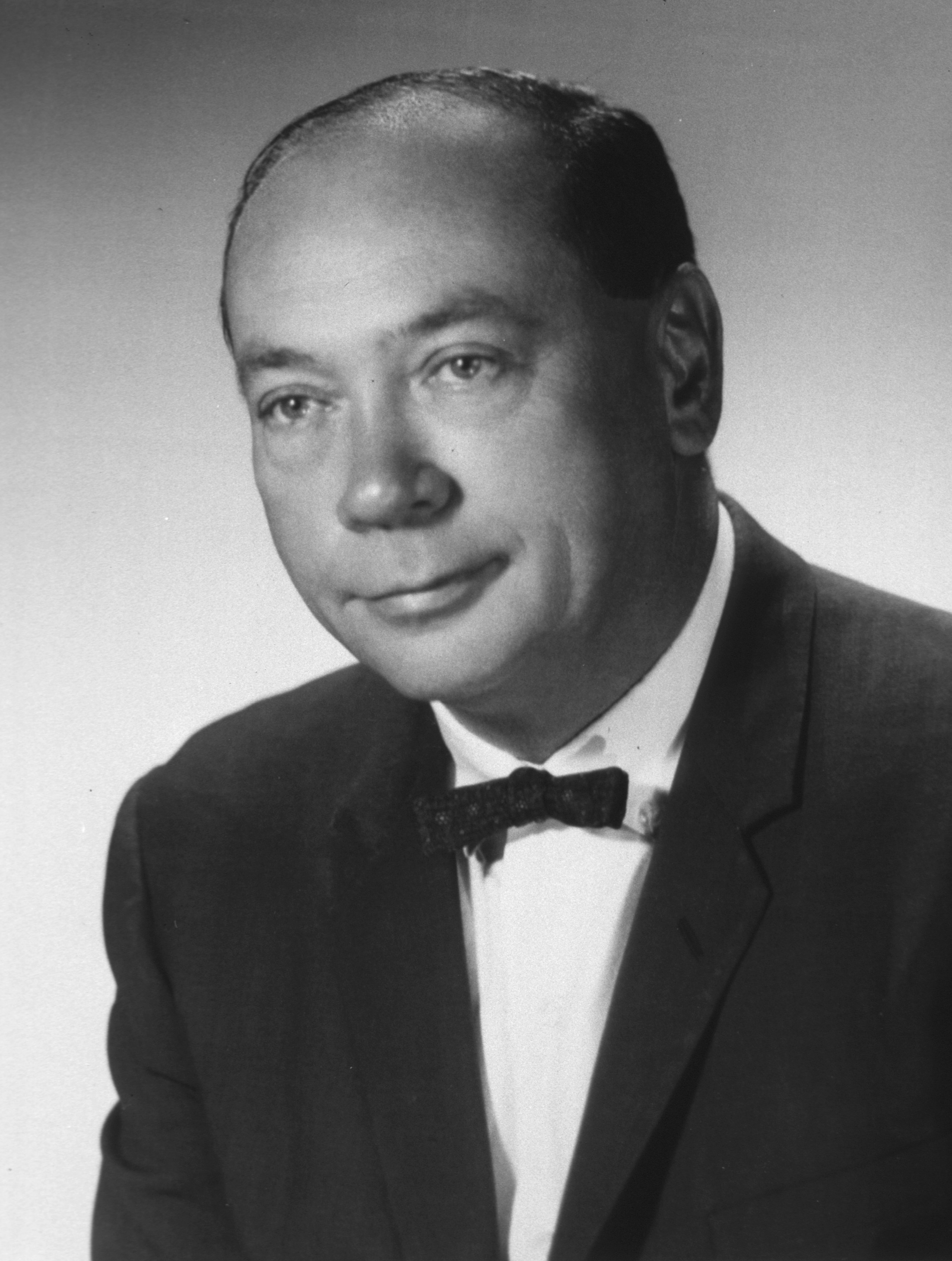
Earl Wilbur Sutherland Jr.

- 1915: Earl Wilbur Sutherland Jr., farmacólogo, bioquímico e investigador estadounidense, premio nobel de fisiología y medicina en 1971 (f. 1974).
- 1916: George Hall, actor canadiense (f. 2002).
- 1917: Indira Gandhi, política y primera ministra india (f. 1984).
- 1918: Margarita Landi, periodista española (f. 2004).
- 1919: Gillo Pontecorvo, cineasta y guionista italiano (f. 2006).
- 1919: Alan Young, actor, cantante y cineasta británico-canadiense (f. 2016).
- 1920: Gene Tierney, actriz y cantante estadounidense (f. 1991).
- 1921: Roy Campanella, beisbolista y entrenador estadounidense (f. 1993).
- 1922: Yuri Knorozov, lingüista y etnógrafo ucraniano-soviético (f. 1999).
- 1924: William Russell, actor británico.
- 1925: Zygmunt Bauman, sociólogo, filósofo, historiador y académico polaco-británico.
- 1926: Jeane Kirkpatrick, diplomática estadounidense (f. 2006).
- 1926: Pino Rauti, periodista y político italiano (f. 2012).
- 1929: Slavko Avsenik, músico esloveno.
- 1930: Kurt Nielsen, tenista danés (f. 2011).
- 1932: Eleanor F. Helin, astrónomo estadounidense (f. 2009).

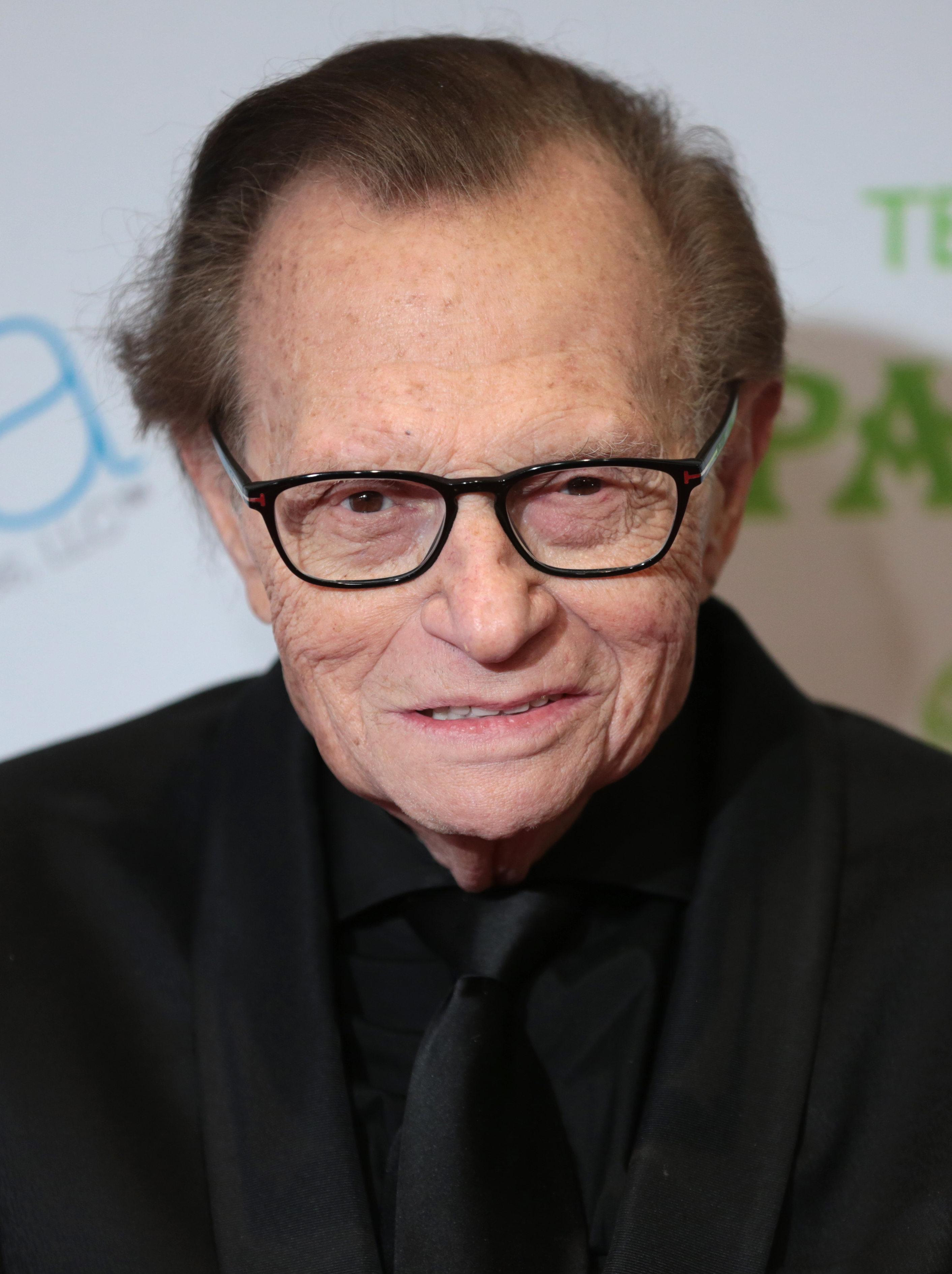
Larry King.

- 1933: Larry King, periodista y escritor estadounidense (f. 2021).
- 1933: José Antonio Fernández Ordóñez, ingeniero español (f. 2000).
- 1934: Kurt Hamrin, futbolista sueco (f. 2024).
- 1934: Valentín Kozmich Ivanov, futbolista ruso (f. 2011).
- 1934: Joanne Kyger, poetisa budista estadounidense, de la Generación beat.
- 1935: Jack Welch, empresario estadounidense.
- 1936: Ray Collins, cantante estadounidense (f. 2012).
- 1936: Yuan T. Lee, químico taiwanés, premio nobel de química en 1986.
- 1936: Tania (Tamara Bunke), activista revolucionaria y guerrillera argentina (f. 1967).
- 1938: Ted Turner, empresario estadounidense.
- 1938: Moisés Fontela, ingeniero argentino.
- 1938: Cees Haast, ciclista neerlandés (f. 2019).
- 1939: Emil Constantinescu, académico y político rumano 3.º presidente de su país.
- 1939: Tom Harkin, militar, abogado y político estadounidense.
- 1939: Brenda Vaccaro, actriz estadounidense.
- 1939: Richard Zare, químico y académico estadounidense.
- 1940: Ricardo Luna Mendoza, diplomático e internacionalista peruano.
- 1940: Juan Masferrer, político chileno (f. 2017).
- 1941: Tommy Thompson, militar y político estadounidense.
- 1942: Calvin Klein, diseñador de moda estadounidense.
- 1942: Moris, cantante, músico y compositor argentino.
- 1942: Sharon Olds, poetisa y académica estadounidense.
- 1943: Margalida Castro, actriz colombiana.
- 1943: Fred Lipsius, saxofonista y educador estadounidense, de la banda Blood, Sweat & Tears.
- 1943: Aurelio Monteagudo, beisbolista cubano (f. 1990).
- 1944: Agnes Baltsa, mezzosoprano y actriz griega.
- 1944: Fernando Pérez Valdés, cineasta cubano.
- 1944: Héctor Mario Mautino (Fernando de Madariaga), cantante popular argentino
- 1945: Miguel Planas, futbolista español.
- 1947: Anfinn Kallsberg, política faroesa, 10.ª primera ministra de las islas Faroe.
- 1947: Lamar S. Smith, abogado y político estadounidense.
- 1951: Zeenat Aman, modelo y actriz india.
- 1951: José María Fraguas, realizador de televisión español.
- 1951: Mihai Ghimpu, abogado moldavo.
- 1952: Urruti (Francisco Javier González Urruticoechea), guardameta español (f. 2001).
- 1953: Robert Beltran, actor estadounidense.
- 1953: Alexander O'Neal, cantante y compositor estadounidense de R&B-songwriter.

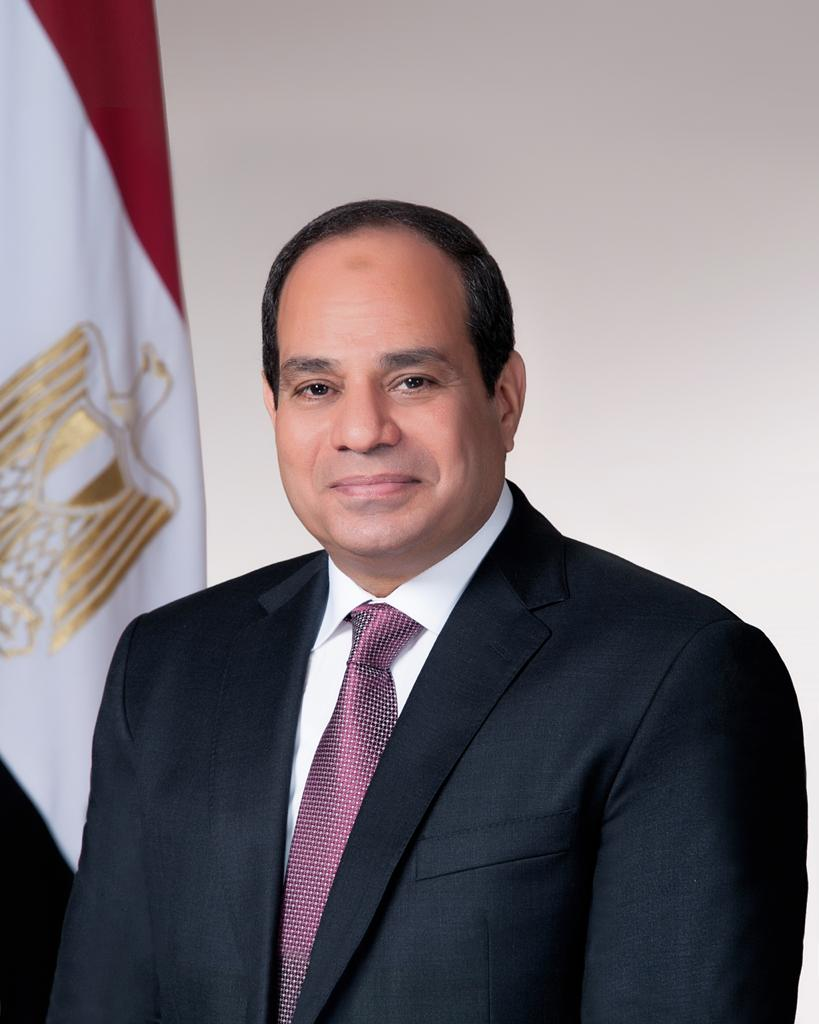
Abdelfatah Al-Sisi

- 1954: Kathleen Quinlan, actriz estadounidense.
- 1954: Abdelfatah Al-Sisi, político egipcio, presidente de Egipto desde 2014.
- 1955: Sam Hamm, guionista y productor estadounidense.
- 1955: Gloria Guida, actriz italiana.
- 1956: Eileen Collins, mujer astronauta, coronel y piloto estadounidense.
- 1956: Ann Curry, periodista y escritora de Guam.
- 1957: Ofra Haza, cantante israelí (f. 2000).
- 1958: Algirdas Butkevičius, sargento y político lituano, primer ministro de su país.
- 1958: Terrence Carson, actor afroestadounidense.
- 1958: Charlie Kaufman, cineasta, productor y guionista estadounidense.
- 1959: Allison Janney, actriz estadounidense.
- 1960: Miss Elizabeth, luchadora profesional estadounidense (f. 2003).
- 1960: Matt Sorum, baterista estadounidense, de la banda Guns N' Roses.
- 1960: Derrick Jensen, escritor y activista estadounidense.
- 1961: Meg Ryan, actriz estadounidense.
- 1961: Germán Coppini, cantante español (f. 2013).
- 1961: Ana Blanco, pedagoga y periodista española.
- 1961: Juan José Moreno Cuenca (El vaquilla), delincuente español (f. 2003).
- 1962: Amado Boudou, político y vicepresidente argentino.
- 1962: Jodie Foster, actriz, cineasta y productora estadounidense.
- 1962: Sean Parnell, abogado y político estadounidense, 12.º gobernador de Alaska.
- 1964: Alberto Beingolea, abogado, político y periodista deportivo peruano.
- 1964: Jung Jin-young, actor surcoreano.
- 1964: Eric Musselman, baloncestista y entrenador estadounidense.
- 1964: Petr Nečas, primer ministro checo.
- 1964: Crystal Waters, cantante y compositora estadounidense.
- 1964: Alfredo Zaiat, economista y periodista argentino.
- 1964: Viktor Skrypnyk, futbolista y entrenador ucraniano.
- 1965: Laurent Blanc, futbolista y entrenador francés.
- 1965: Luis Rubio, actor, humorista y guionista argentino.
- 1965: Paul Weitz, actor, cineasta, productor, guionista y dramaturgo estadounidense.
- 1965: Nílson Esidio, futbolista brasileño.
- 1966: Gail Devers, atleta estadounidense.
- 1966: Jason Scott Lee, actor y artista marcial estadounidense.
- 1967: Olaf Hense, atleta alemán.
- 1968: Karina, actriz y cantante peruano-venezolana.
- 1969: Philippe Adams, piloto belga de carreras.
- 1969: Érika Alexander, actriz y guionista estadounidense.
- 1969: Ana Álvarez, actriz y modelo española.
- 1969: Richard Virenque, ciclista marroquí.
- 1970: Juanita Parra, baterista y compositora chilena, de la banda Los Jaivas.
- 1970: José Serrano Salgado, político ecuatoriano.
- 1971: Justin Chancellor, bajista británico, de las bandas Tool y Peach.
- 1971: Jeremy McGrath, piloto de motociclismo estadounidense.
- 1971: Naoko Mori, actriz y cantante japonés-británica.
- 1971: Tony Rich, cantante, compositor y músico estadounidense de R&B.
- 1972: Sandrine Holt, modelo y actriz británico-estadounidense.
- 1972: Nicole Forester, actriz estadounidense.
- 1973: Billy Currington, cantante, compositor y guitarrista estadounidense.
- 1973: Ryukishi07, escritor y ilustrador japonés.
- 1973: Pekka Himanen, filósofo finlandés.
- 1975: Toby Bailey, baloncestista estadounidense.
- 1975: Bastian Reinhardt, futbolista alemán.
- 1976: Jack Dorsey, empresario estadounidense, cofundador de la red social Twitter.
- 1976: Diego Gentile, actor argentino.
- 1976: Benny Vansteelant, atleta belga (f. 2007).
- 1976: Stylianos Venetidis, futbolista griego.
- 1977: Mette Frederiksen, política danesa.
- 1978: Dries Buytaert, programador e informático belga.
- 1979: Mahé Drysdale, remero neozelandés.
- 1979: Barry Jenkins, cineasta estadounidense
- 1979: Ryan Howard, beisbolista estadounidense.
- 1979: Michelle Vieth, actriz mexicana.
- 1979: Jordi Vilches, actor español.
- 1979: Peter Wisgerhof, futbolista neerlandés.
- 1980: Vladimir Radmanović, baloncestista serbio.
- 1980: Adele Silva, actriz británica.
- 1980: Arivaldo Alves dos Santos, futbolista brasileño.
- 1981: Carlos Araujo, futbolista argentino.
- 1981: Marcus Banks, baloncestista estadounidense.
- 1981: Juan Martín Fernández Lobbe, rugbista argentino.
- 1981: André Lotterer, piloto alemán de automovilismo.
- 1981: Yfke Sturm, modelo neerlandesa.
- 1983: Adam Driver, actor estadounidense.
- 1983: Daria Werbowy, modelo canadiense-polaca.
- 1983: Adrián Cortés, futbolista mexicano.
- 1984: Jorge Fucile, futbolista uruguayo.
- 1984: Dawid Kucharski, futbolista polaco.
- 1984: Lindsay Ellingson, modelo estadounidense.
- 1984: Brittany Maynard, activista estadounidense (f. 2014).
- 1985: Chris Eagles, futbolista británico.
- 1985: Alex Mack, jugador estadounidense de fútbol americano.
- 1985: Claudia Molina, actriz y cantante española.
- 1985: Jiří Kladrubský, futbolista checo.
- 1986: Pablo González, futbolista chileno.
- 1986: Ezequiel Luna, futbolista argentino.
- 1986: Dayron Robles, atleta cubano.
- 1986: Milan Smiljanić, futbolista serbio.
- 1986: Willian Gomes de Siqueira, futbolista brasileño.
- 1986: Ricardo Batista, futbolista portugués.
- 1988: Jarlinson Pantano, ciclista colombiano.
- 1988: Víctor Cuesta, futbolista argentino.
- 1988: Roberto Rosales, futbolista venezolano.
- 1988: Patrick Kane, jugador estadounidense de jóquei sobre hielo.
- 1988: Júlio Tavares, futbolista caboverdiano.
- 1989: Tyga, rapero y productor estadounidense.
- 1989: Benedikt Röcker, futbolista alemán.
- 1991: Genki Yamamoto, ciclista profesional japonés.
- 1991: Wu Lei, futbolista chino.
- 1991: Māris Bogdanovičs, ciclista letón.
- 1992: Rodrigo Izquierdo, futbolista uruguayo.
- 1992: Kevin Melgar, futbolista panameño.
- 1992: Ana Catarina Silva Pereira, futbolista portuguesa.
- 1993: Cleo Massey, actriz y cantante australiana.
- 1993: Suso Fernández, futbolista español.
- 1993: Þórdís Hrönn Sigfúsdóttir, futbolista islandesa.
- 1993: Alexei Koșelev, futbolista moldavo.
- 1994: Ibrahima Mbaye, futbolista senegalés.
- 1994: Javi Galán, futbolista español.
- 1994: Georgy Zhukov, futbolista kazajo.
- 1994: Alice Maria Arzuffi, ciclista italiana.
- 1995: Vanessa Axente, modelo húngara.
- 1995: Abella Danger, modelo estadounidense.
- 1997: Yaroslav Kotlyarov, futbolista ucraniano.
- 1997: Zach Collins, baloncestista estadounidense.
- 1997: Salomé Afonso, atleta portuguesa.
- 1997: Yale Steinepreis, piragüista australiana.
- 1997: Luca Chiumento, remero italiano.
- 1998: Joey Veerman, futbolista neerlandés.
- 1998: Nick Muszynski, baloncestista estadounidense.
- 1998: Lucas Perrin, futbolista francés.
- 1998: Sergi Puig Herrera, futbolista español.
- 1999: Yevguéniya Medvédeva, patinadora rusa.
- 1999: Lorenzo Ferrari, tirador italiano.
- 1999: Samuel Kozlovský, futbolista eslovaco.
- 2000: Olek Balcerowski, baloncestista polaco.
- 2000: Reo Yasunaga, futbolista japonés.
- 2003: Yaser Asprilla, futbolista colombiano.

## Fallecimientos
- 235: Ponciano, papa romano entre el 230 y el 235, mártir y santo católico.
- 1299: Matilde de Hackeborn, monja mística cisterciense germana (n. 1241).
- 1316: Juan I el Póstumo (5 días de edad), rey francés y navarro (n. 1316).
- 1557: Bona Sforza de Milán, aristócrata italiana, esposa del rey polaco Segismundo I el Viejo (n. 1494).
- 1630: Johann Hermann Schein, compositor alemán (n. 1586).
- 1659: Guillén de Lampart, inmigrante irlandés, precursor de la independencia mexicana (n. 1611).
- 1665: Nicolás Poussin, pintor francés-italiano (n. 1594).
- 1672: John Wilkins, obispo y filósofo británico (n. 1614).
- 1682: Ruperto del Rin, militar y almirante británico (n. 1619).
- 1692: Thomas Shadwell, poeta y dramaturgo británico (n. 1642).
- 1703: el Hombre de la Máscara de Hierro, prisionero francés.
- 1723: Antoine Nompar de Caumont, cortesano y militar francés (n. 1632).
- 1798: Theobald Wolfe Tone, político y revolucionario irlandés (n. 1763).
- 1804: Pietro Alessandro Guglielmi, compositor italiano (n. 1728).
- 1822: Johann Georg Tralles, matemático y físico alemán (n. 1763).
- 1828: Franz Schubert, pianista y compositor austriaco (n. 1797).
- 1850: Richard Mentor Johnson, político, abogado y militar estadounidense, 9.º vicepresidente de su país (n. 1780).
- 1855: Mihály Vörösmarty, escritor y poeta húngaro (n. 1800).
- 1883: Carl Wilhelm Siemens, ingeniero alemán-británico (n. 1823).
- 1887: Emma Lazarus, poetisa estadounidense (n. 1849).
- 1897: William Seymour Tyler, historiador y académico estadounidense (n. 1810).
- 1909: Luis Beláustegui, político argentino (n. 1842).
- 1910: Aquiles Serdán, político y revolucionario mexicano (n. 1877).
- 1911: Ramón Cáceres, militar y político dominicano, presidente entre 1905 y 1911 (n. 1866).
- 1915: Joe Hill, activista y sindicalista sueco (n. 1879).
- 1918: Joseph F. Smith, líder religioso estadounidense 6.º presidente de la iglesia mormona (n. 1838).
- 1919: Florencio Constantino, tenor español (n. 1869).
- 1923: Jacinto Octavio Picón, escritor, pintor, crítico de arte y periodista español (n. 1852).
- 1924: Thomas H. Ince, actor, director, productor y guionista estadounidense (n. 1882).
- 1925: Henri Fayol, ingeniero de minas francés (n. 1841).
- 1931: Xu Zhimo, poeta y traductor chino (n. 1897).
- 1935: Silverio Izaguirre, futbolista español (n. 1897).
- 1938: Lev Shestov, filósofo y teólogo ucraniano (n. 1866).
- 1942: Bruno Schulz, pintor y crítico polaco (n. 1892).
- 1943: Froylán Turcios, escritor y político hondureño (n. 1875).
- 1944: Ignacio Bolívar, naturalista y entomólogo español (n. 1850).
- 1949: James Ensor, pintor belga (n. 1860).
- 1952: Pedro Dulanto, abogado y político peruano (n. 1889).
- 1956: Francis L. Sullivan, actor británico-estadounidense (n. 1903).
- 1962: Francisco Tudela y Varela, político, abogado y peruano (n. 1876).
- 1963: Carmen Amaya, bailaora española (n. 1918).
- 1967: João Guimarães Rosa, escritor brasileño (n. 1908).
- 1970: Mariya Yúdina, pianista soviética (n. 1899).
- 1973: Cèsar Martinell, arquitecto español (n. 1888).
- 1976: Basil Spence, arquitecto indo-británico (n. 1907).
- 1976: Elisa Bachofen, ingeniera argentina (n. 1891).
- 1984: Martín Marculeta, futbolista español (n. 1907).
- 1985: Stepin Fetchit, actor, cantante y bailarín estadounidense (n. 1907).
- 1985: Juan Arvizu, tenor lírico de México (n. 1900).
- 1986: Kosta Nađ, militar yugoslavo (n. 1911).
- 1988: Christina Onassis, magnate griega (n. 1950).
- 1989: Félix Orte, futbolista argentino (n. 1956).
- 1990: Sun Li-jen, general y político chino (n. 1900).
- 1991: Reggie Nalder, actor austriaco-estadounidense (n. 1907).
- 1992: Diane Varsi, actriz estadounidense (n. 1938).
- 1993: Dorothy Revier, actriz estadounidense (n. 1904).
- 1995: José Martín Colmenarejo, ciclista español (n. 1936).
- 1998: Alan J. Pakula, cineasta, productor y guionista estadounidense (n. 1928).
- 1998: Tetsuya Fujita, meteorólogo japonés, investigador de tormentas severas (n. 1920).
- 1999: Alexander Liberman, artista ruso-estadounidense (n. 1912).
- 1999: Yvette Cauchois, física francesa (n. 1908).
- 2000: Robert Escarpit, periodista y escritor francés (n. 1918).
- 2001: Julio Fuentes Serrano, periodista español (n. 1954).
- 2004: George Canseco, periodista y compositor filipino (n. 1934).
- 2004: Piet Esser, escultor y académico neerlandés (n. 1914).
- 2004: Terry Melcher, cantante, compositor y productor estadounidense (n. 1942).
- 2004: John Vane, farmacólogo británico, premio nobel de fisiología o medicina (n. 1927).
- 2004: Manuel Zapata Olivella, escritor afrocolombiano (n. 1920).
- 2006: Francis Girod, cineasta francés (n. 1944).
- 2006: Saúl Ubaldini, sindicalista argentino (n. 1937).
- 2007: Kevin DuBrow, cantante y compositor estadounidense (n. 1955).
- 2007: Soledad Ortega Spottorno, intelectual española (n. 1917).
- 2008: Anabel Ochoa, sexóloga, escritora y locutora española (n. 1955).
- 2009: Daul Kim, modelo y bloguera surcoreana (n. 1989).
- 2010: «75 Cents» (Ladislav Demeterffy), cantante croata (n. 1933).
- 2012: Jorge Rossi, presentador de televisión argentino (n. 1954).
- 2013: Frederick Sanger, bioquímico y académico británico, premio nobel de fisiología o medicina (n. 1918).
- 2014: Raúl A. Sichero Bouret, arquitecto uruguayo (n. 1916).
- 2014: René Abeliuk, abogado y político chileno (n. 1931).
- 2014: Ramón Hoyos, ciclista colombiano (n. 1932).
- 2014: Gholam Hossein Mazloumi, futbolista y mánager iraní (n. 1950).
- 2014: Mike Nichols, cineasta, actor, productor y guionista alemán-estadounidense (n. 1931).
- 2015: Gerardo Cruz, panadero y activista costarricense (n. 1992).
- 2017: Fernando Matthei, comandante en jefe de la fuerza aérea de Chile (n. 1925).
- 2017: Charles Manson, criminal estadounidense (n. 1934).
- 2019: Eugenio Chicano, pintor español (n. 1935).
- 2020: Nelly Raymond, periodista, conductora, locutora, productora, directora de televisión, bailarina y actriz argentina (n. 1932).
- 2022: Daisy Tourne, política uruguaya (n. 1951).
- 2022: Jason David Frank, actor estadounidense (n. 1973).
- 2023: Rosalynn Carter, personalidad estadounidense, primera dama de los Estados Unidos entre 1977 y 1981 (n. 1927).

## Celebraciones
- Día Internacional del Hombre.[2]

- Día Mundial para la Prevención del Abuso de los Niños.[3]

- Día Mundial del Retrete (Toilet), Inodoro o del Saneamiento.[4]Salvan vidas porque evitan que a través de las heces humanas se propaguen enfermedades mortales. Se celebra esta fecha para concientizar acerca de la crisis mundial de saneamiento, y fomentar medidas que la resuelvan.

- Día Internacional de la Mujer Emprendedora.[5]Tiene como finalidad visibilizar a la mujer y seguir contribuyendo al empoderamiento femenino en el mundo, además de acabar con la desigualdad de género.

 Por países
(Por orden alfabético)
- Argentina: 
  - Aniversario de La Plata, capital del primer Estado argentino.
Fundación: 19 de noviembre de 1882 (142 años).[6]
  -  Armada Argentina: Día de la Infantería de Marina.[7]
    -  Misiones: 
      - Día del Empleado Electoral de Misiones. (Ley I Nº164).[8]

- Estados Unidos: 
  - Día Nacional de Acampar.
(en inglés: National Camp Day).
  - Día de las Bebidas Carbonatadas.
(en inglés: National Carbonated Beverage With Caffeine Day).
  - Día de Permitirse Tener un Mal Día.
(en inglés: Have A Bad Day Day).
  - Día Nacional del Juego de Monopolio.
(en inglés: National Play Monopoly Day).

- Puerto Rico: 
  - Celebración de la llegada de los españoles a la isla («Descubrimiento» de Puerto Rico). Se conmemora el día en 1493 cuando Cristóbal Colón llegó a la isla, durante su segundo viaje.

### Santoral católico

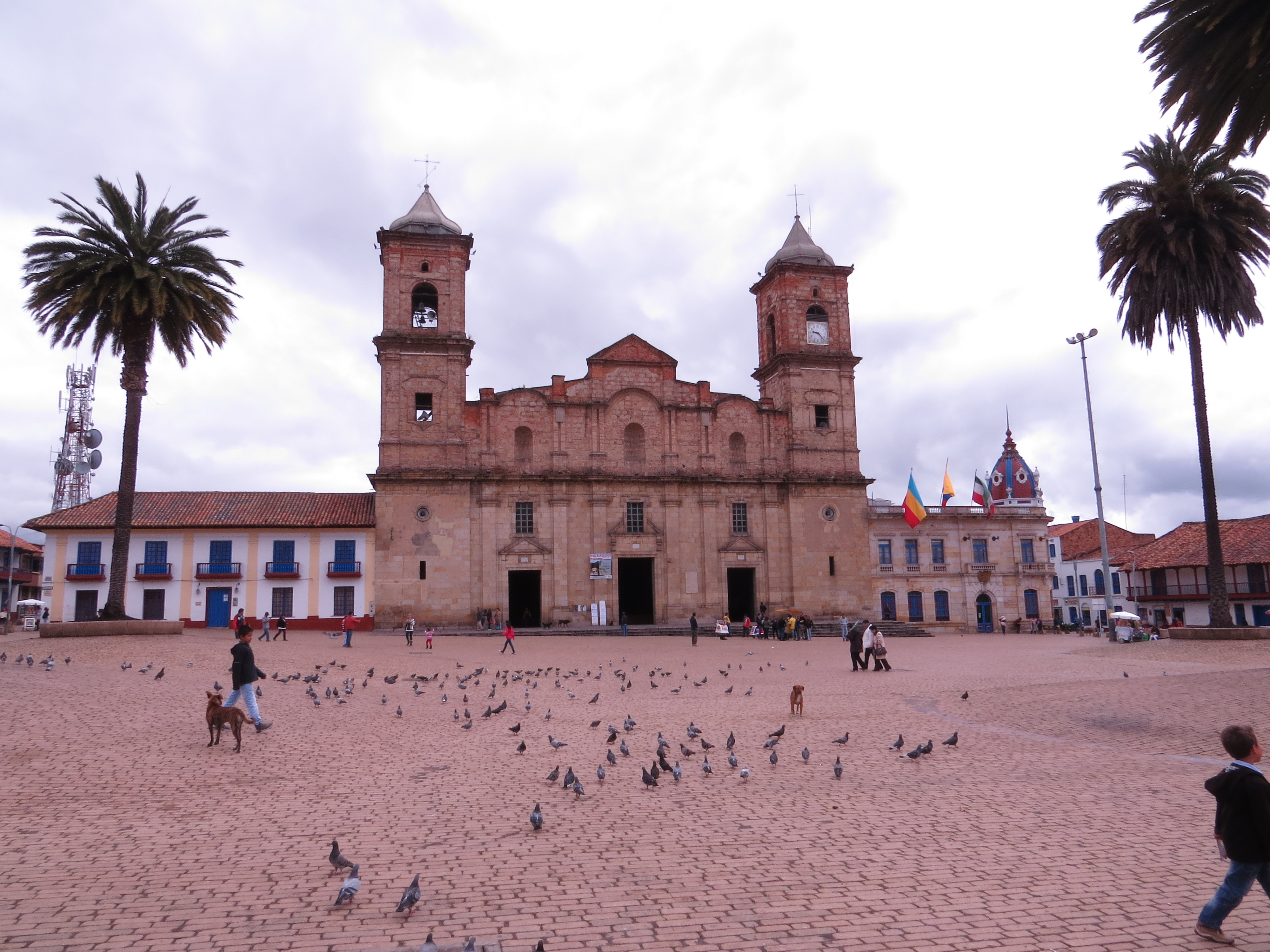
Catedral de la Santísima Trinidad y San Antonio de Padua (Zipaquirá) en Colombia.

- Dedicación de la Catedral de la Santísima Trinidad, San Antonio de Padua y Nuestra Señora de la Asunción de Zipaquirá (imagen ilustrativa).
- San Abdías.[9]
- San Azas de Isauria.
- San Bárlaam.
- San Eudón de Le Puy.
- San Federico Jansoone.
- Santa Matilde de Hackeborn.
- San Máximo de Cesarea.
- San Simón de Calabria.
- Beato Jacobo Benfatti.